# 800 meter för damer i friidrott vid olympiska sommarspelen 2000
800 meter för damer vid olympiska sommarspelen 2000 i Sydney avgjordes 22-25 september. 

## Medaljörer
| Gren      | Guld                              | Guld    | Silver                   | Silver  | Brons                       | Brons   |
| 800 meter | Maria de Lurdes Mutola Moçambique | 1.56,15 | Stephanie Graf Österrike | 1.56,64 | Kelly Holmes Storbritannien | 1.56,80 |

## Resultat
- Q innebär avancemang utifrån placering i heatet.
- q innebär avancemang utifrån total placering.
- DNS innebär att personen inte startade.
- DNF innebär att personen inte fullföljde.
- DQ innebär diskvalificering.
- NR innebär nationellt rekord.
- OR innebär olympiskt rekord.
- WR innebär världsrekord.
- WJR innebär världsrekord för juniorer
- AR innebär världsdelsrekord (area record)
- PB innebär personligt rekord.
- SB innebär säsongsbästa.

### Försöksheat

#### Omgång 1
| Heat 1av 5 Datum: Fredagen den 22 september 2000 | Heat 1av 5 Datum: Fredagen den 22 september 2000 | Heat 1av 5 Datum: Fredagen den 22 september 2000 | Heat 1av 5 Datum: Fredagen den 22 september 2000 | Heat 1av 5 Datum: Fredagen den 22 september 2000 | Heat 1av 5 Datum: Fredagen den 22 september 2000 | Heat 1av 5 Datum: Fredagen den 22 september 2000 | Heat 1av 5 Datum: Fredagen den 22 september 2000 | Heat 1av 5 Datum: Fredagen den 22 september 2000 |
| Placering                                        | Placering                                        | Idrottare                                        | Nation                                           | Bana                                             | Tid                                              | Kval.                                            | Rekord                                           |                                                  |
| Heat                                             | Totalt                                           | Idrottare                                        | Nation                                           | Bana                                             | Tid                                              | Kval.                                            | Rekord                                           |                                                  |
| ------------------------------------------------ | ------------------------------------------------ | ------------------------------------------------ | ------------------------------------------------ | ------------------------------------------------ | ------------------------------------------------ | ------------------------------------------------ | ------------------------------------------------ | ------------------------------------------------ |
| 1                                                | 7                                                | Maria Mutola                                     | Moçambique                                       | 5                                                | 1.59,88                                          | Q                                                |                                                  |                                                  |
| 2                                                | 10                                               | Tamsyn Lewis                                     | Australien                                       | 3                                                | 2.00,33                                          | Q                                                |                                                  |                                                  |
| 3                                                | 11                                               | Hasna Benhassi                                   | Marocko                                          | 8                                                | 2.00,50                                          | q                                                |                                                  |                                                  |
| 4                                                | 22                                               | Natalja Duchnova                                 | Belarus                                          | 1                                                | 2:03.20                                          |                                                  |                                                  |                                                  |
| 5                                                | 25                                               | Grace Birungi                                    | Uganda                                           | 6                                                | 2:03.32                                          |                                                  |                                                  |                                                  |
| 6                                                | 26                                               | Olena Buzjenko                                   | Ukraina                                          | 7                                                | 2:03:48                                          |                                                  |                                                  |                                                  |
| 7                                                | 27                                               | Florencia Hunt                                   | Nederländska Antillerna                          | 4                                                | 2:03.78                                          |                                                  | NR                                               |                                                  |
| 8                                                | 32                                               | Direma Banasso                                   | Togo                                             | 2                                                | 2:13.67                                          |                                                  | PB                                               |                                                  |

| Heat 2 av 5 Datum: Fredagen den 22 september 2000 | Heat 2 av 5 Datum: Fredagen den 22 september 2000 | Heat 2 av 5 Datum: Fredagen den 22 september 2000 | Heat 2 av 5 Datum: Fredagen den 22 september 2000 | Heat 2 av 5 Datum: Fredagen den 22 september 2000 | Heat 2 av 5 Datum: Fredagen den 22 september 2000 | Heat 2 av 5 Datum: Fredagen den 22 september 2000 | Heat 2 av 5 Datum: Fredagen den 22 september 2000 | Heat 2 av 5 Datum: Fredagen den 22 september 2000 |
| Placering                                         | Placering                                         | Idrottare                                         | Nation                                            | Bana                                              | Tid                                               | Kval.                                             | Rekord                                            |                                                   |
| Heat                                              | Totalt                                            | Idrottare                                         | Nation                                            | Bana                                              | Tid                                               | Kval.                                             | Rekord                                            |                                                   |
| ------------------------------------------------- | ------------------------------------------------- | ------------------------------------------------- | ------------------------------------------------- | ------------------------------------------------- | ------------------------------------------------- | ------------------------------------------------- | ------------------------------------------------- | ------------------------------------------------- |
| 1                                                 | 14                                                | Jearl Miles-Clark                                 | USA                                               | 3                                                 | 2.01,79                                           | Q                                                 |                                                   |                                                   |
| 2                                                 | 15                                                | Brigita Langerholc                                | Slovenien                                         | 7                                                 | 2.01,89                                           | Q                                                 |                                                   |                                                   |
| 3                                                 | 16                                                | Olga Raspopova                                    | Ryssland                                          | 1                                                 | 2.01,95                                           |                                                   |                                                   |                                                   |
| 4                                                 | 18                                                | Letitia Vriesde                                   | Surinam                                           | 2                                                 | 2:02.09                                           |                                                   |                                                   |                                                   |
| 5                                                 | 23                                                | Mina Aït Hammou                                   | Marocko                                           | 5                                                 | 2:03.25                                           |                                                   |                                                   |                                                   |
| 6                                                 | 28                                                | Leontine Tsiba                                    | Kongo-Brazzaville                                 | 6                                                 | 2:04:08                                           |                                                   | NR                                                |                                                   |
| 7                                                 | 30                                                | Elena Iagăr                                       | Rumänien                                          | 8                                                 | 2:07.56                                           |                                                   |                                                   |                                                   |
| 8                                                 | 37                                                | Roda Ali Wais                                     | Djibouti                                          | 4                                                 | 2:31.71                                           |                                                   |                                                   |                                                   |

| Heat 3 av 5 Datum: Fredagen den 22 september 2000 | Heat 3 av 5 Datum: Fredagen den 22 september 2000 | Heat 3 av 5 Datum: Fredagen den 22 september 2000 | Heat 3 av 5 Datum: Fredagen den 22 september 2000 | Heat 3 av 5 Datum: Fredagen den 22 september 2000 | Heat 3 av 5 Datum: Fredagen den 22 september 2000 | Heat 3 av 5 Datum: Fredagen den 22 september 2000 | Heat 3 av 5 Datum: Fredagen den 22 september 2000 | Heat 3 av 5 Datum: Fredagen den 22 september 2000 |
| Placering                                         | Placering                                         | Idrottare                                         | Nation                                            | Bana                                              | Tid                                               | Kval.                                             | Rekord                                            |                                                   |
| Heat                                              | Totalt                                            | Idrottare                                         | Nation                                            | Bana                                              | Tid                                               | Kval.                                             | Rekord                                            |                                                   |
| ------------------------------------------------- | ------------------------------------------------- | ------------------------------------------------- | ------------------------------------------------- | ------------------------------------------------- | ------------------------------------------------- | ------------------------------------------------- | ------------------------------------------------- | ------------------------------------------------- |
| 1                                                 | 5                                                 | Mayte Martinez                                    | Spanien                                           | 3                                                 | 1.59,60                                           | Q                                                 | PB                                                |                                                   |
| 2                                                 | 6                                                 | Irina Mistjukevitj                                | Ryssland                                          | 6                                                 | 1.59,73                                           | Q                                                 |                                                   |                                                   |
| 3                                                 | 8                                                 | Zulia Calatayud                                   | Kuba                                              | 8                                                 | 2.00,18                                           | q                                                 |                                                   |                                                   |
| 4                                                 | 9                                                 | Joetta Clark-Diggs                                | USA                                               | 4                                                 | 2:00.18                                           | q                                                 |                                                   |                                                   |
| 5                                                 | 12                                                | Charmaine Howell                                  | Jamaica                                           | 7                                                 | 2:01.14                                           | q                                                 |                                                   |                                                   |
| 6                                                 | 33                                                | Christine Mukamutesi                              | Rwanda                                            | 5                                                 | 2:14:15                                           |                                                   |                                                   |                                                   |
| 7                                                 | 36                                                | Anhel Cape                                        | Guinea-Bissau                                     | 1                                                 | 2:17.05                                           |                                                   |                                                   |                                                   |
|                                                   |                                                   | Ludmila Formanova                                 | Tjeckien                                          | 2                                                 | DNF                                               |                                                   |                                                   |                                                   |

| Heat 4 av 5 Datum: Fredagen den 22 september 2000 | Heat 4 av 5 Datum: Fredagen den 22 september 2000 | Heat 4 av 5 Datum: Fredagen den 22 september 2000 | Heat 4 av 5 Datum: Fredagen den 22 september 2000 | Heat 4 av 5 Datum: Fredagen den 22 september 2000 | Heat 4 av 5 Datum: Fredagen den 22 september 2000 | Heat 4 av 5 Datum: Fredagen den 22 september 2000 | Heat 4 av 5 Datum: Fredagen den 22 september 2000 | Heat 4 av 5 Datum: Fredagen den 22 september 2000 |
| Placering                                         | Placering                                         | Idrottare                                         | Nation                                            | Bana                                              | Tid                                               | Kval.                                             | Rekord                                            |                                                   |
| Heat                                              | Totalt                                            | Idrottare                                         | Nation                                            | Bana                                              | Tid                                               | Kval.                                             | Rekord                                            |                                                   |
| ------------------------------------------------- | ------------------------------------------------- | ------------------------------------------------- | ------------------------------------------------- | ------------------------------------------------- | ------------------------------------------------- | ------------------------------------------------- | ------------------------------------------------- | ------------------------------------------------- |
| 1                                                 | 13                                                | Kelly Holmes                                      | Storbritannien                                    | 6                                                 | 2.01,76                                           | Q                                                 |                                                   |                                                   |
| 2                                                 | 17                                                | Hazel Clark                                       | USA                                               | 5                                                 | 2.01,99                                           | Q                                                 |                                                   |                                                   |
| 3                                                 | 19                                                | Natalia Tsiganova                                 | Ryssland                                          | 8                                                 | 2.02,26                                           |                                                   |                                                   |                                                   |
| 4                                                 | 20                                                | Sandra Stals                                      | Belgien                                           | 4                                                 | 2:02.33                                           |                                                   |                                                   |                                                   |
| 5                                                 | 24                                                | Susan Andrews                                     | Australien                                        | 1                                                 | 2:03.31                                           |                                                   |                                                   |                                                   |
| 6                                                 | 29                                                | Irina Latve                                       | Lettland                                          | 2                                                 | 2:06:05                                           |                                                   |                                                   |                                                   |
| 7                                                 | 35                                                | Delfina Cassinda                                  | Angola                                            | 3                                                 | 2:15.02                                           |                                                   |                                                   |                                                   |

| Heat 5 av 5 Datum: Fredagen den 22 september 2000 | Heat 5 av 5 Datum: Fredagen den 22 september 2000 | Heat 5 av 5 Datum: Fredagen den 22 september 2000 | Heat 5 av 5 Datum: Fredagen den 22 september 2000 | Heat 5 av 5 Datum: Fredagen den 22 september 2000 | Heat 5 av 5 Datum: Fredagen den 22 september 2000 | Heat 5 av 5 Datum: Fredagen den 22 september 2000 | Heat 5 av 5 Datum: Fredagen den 22 september 2000 | Heat 5 av 5 Datum: Fredagen den 22 september 2000 |
| Placering                                         | Placering                                         | Idrottare                                         | Nation                                            | Bana                                              | Tid                                               | Kval.                                             | Rekord                                            |                                                   |
| Heat                                              | Totalt                                            | Idrottare                                         | Nation                                            | Bana                                              | Tid                                               | Kval.                                             | Rekord                                            |                                                   |
| ------------------------------------------------- | ------------------------------------------------- | ------------------------------------------------- | ------------------------------------------------- | ------------------------------------------------- | ------------------------------------------------- | ------------------------------------------------- | ------------------------------------------------- | ------------------------------------------------- |
| 1                                                 | 1                                                 | Stephanie Graf                                    | Österrike                                         | 1                                                 | 1.58,39                                           | Q                                                 |                                                   |                                                   |
| 2                                                 | 2                                                 | Claudia Gesell                                    | Tyskland                                          | 2                                                 | 1.58,56                                           | Q                                                 |                                                   |                                                   |
| 3                                                 | 3                                                 | Helena Fuchsova                                   | Tjeckien                                          | 4                                                 | 1.58,97                                           | q                                                 | SB                                                |                                                   |
| 4                                                 | 4                                                 | Toni Hodgkinson                                   | Nya Zeeland                                       | 7                                                 | 1:59.37                                           | q                                                 |                                                   |                                                   |
| 5                                                 | 21                                                | Diane Modahl                                      | Storbritannien                                    | 5                                                 | 2:02.41                                           |                                                   |                                                   |                                                   |
| 6                                                 | 31                                                | Adama Njie                                        | Gambia                                            | 6                                                 | 2:07:90                                           |                                                   | SB                                                |                                                   |
| 7                                                 | 34                                                | Anna Nasiljan                                     | Armenien                                          | 8                                                 | 2:14.86                                           |                                                   |                                                   |                                                   |
|                                                   |                                                   | Tina Paulino                                      | Moçambique                                        | 3                                                 | DNS                                               |                                                   |                                                   |                                                   |

Totala resultat omgång 1
| Omgång 1 Totala resultat | Omgång 1 Totala resultat | Omgång 1 Totala resultat | Omgång 1 Totala resultat | Omgång 1 Totala resultat | Omgång 1 Totala resultat | Omgång 1 Totala resultat | Omgång 1 Totala resultat | Omgång 1 Totala resultat |
| Placering                | Idrottare                | Nation                   | Heat                     | Bana                     | Placering                | Tid                      | Kval.                    | Rekord                   |
| ------------------------ | ------------------------ | ------------------------ | ------------------------ | ------------------------ | ------------------------ | ------------------------ | ------------------------ | ------------------------ |
| 1                        | Stephanie Graf           | Österrike                | 5                        | 1                        | 1                        | 1.58,39                  | Q                        |                          |
| 2                        | Claudia Gesell           | Tyskland                 | 5                        | 2                        | 2                        | 1:58.56                  | Q                        |                          |
| 3                        | Helena Fuchsova          | Tjeckien                 | 5                        | 4                        | 3                        | 1:58.97                  | q                        | SB                       |
| 4                        | Toni Hodgkinson          | Nya Zeeland              | 5                        | 7                        | 4                        | 1:59.37                  | q                        |                          |
| 5                        | Mayte Martinez           | Spanien                  | 3                        | 3                        | 1                        | 1:59.60                  | Q                        | PB                       |
| 6                        | Irina Mistjukevitj       | Ryssland                 | 3                        | 6                        | 3                        | 1:59.73                  | Q                        |                          |
| 7                        | Maria Mutola             | Moçambique               | 1                        | 5                        | 1                        | 1:59.88                  | Q                        |                          |
| 8                        | Zulia Calatayud          | Kuba                     | 2                        | 8                        | 3                        | 2:00.18                  | q                        |                          |
| 9                        | Joetta Clark-Diggs       | USA                      | 3                        | 4                        | 4                        | 2:00.19                  | q                        |                          |
| 10                       | Tamsyn Lewis             | Australien               | 1                        | 3                        | 2                        | 2:00.23                  | Q                        |                          |
| 11                       | Hasna Benhassi           | Marocko                  | 1                        | 8                        | 3                        | 2:00.50                  | q                        |                          |
| 12                       | Charmaine Howell         | Jamaica                  | 3                        | 7                        | 5                        | 2:01.14                  | q                        |                          |
| 13                       | Kelly Holmes             | Storbritannien           | 4                        | 6                        | 1                        | 2:01.76                  | Q                        |                          |
| 14                       | Jearl Miles-Clark        | USA                      | 2                        | 3                        | 1                        | 2:01.79                  | Q                        |                          |
| 15                       | Brigita Langerholc       | Slovenien                | 2                        | 7                        | 2                        | 2:01.89                  | Q                        |                          |
| 16                       | Olga Raspopova           | Ryssland                 | 2                        | 1                        | 3                        | 2:01.95                  |                          |                          |
| 17                       | Hazel Clark              | USA                      | 4                        | 5                        | 2                        | 2:01.99                  | Q                        |                          |
| 18                       | Letitia Vriesde          | Surinam                  | 2                        | 2                        | 4                        | 2:02.09                  |                          |                          |
| 19                       | Natalia Tsiganova        | Ryssland                 | 4                        | 8                        | 3                        | 2:02.25                  |                          |                          |
| 20                       | Sandra Stals             | Belgien                  | 4                        | 4                        | 4                        | 2:02.33                  |                          |                          |
| 21                       | Diane Modahl             | Storbritannien           | 5                        | 5                        | 5                        | 2:02.41                  |                          |                          |
| 22                       | Natalja Duchnova         | Belarus                  | 1                        | 1                        | 4                        | 2:03.20                  |                          |                          |
| 23                       | Mina Aït Hammou          | Marocko                  | 2                        | 5                        | 5                        | 2:03.25                  |                          |                          |
| 24                       | Susan Andrews            | Australien               | 4                        | 1                        | 5                        | 2:03.31                  |                          |                          |
| 25                       | Grace Birungi            | Uganda                   | 1                        | 6                        | 5                        | 2:03.32                  |                          |                          |
| 26                       | Olena Buzjenko           | Ukraina                  | 1                        | 7                        | 6                        | 2:03.48                  |                          |                          |
| 27                       | Florencia Hunt           | Nederländska Antillerna  | 1                        | 4                        | 7                        | 2:03.78                  |                          | NR                       |
| 28                       | Leontine Tsiba           | Kongo-Brazzaville        | 2                        | 6                        | 6                        | 2:04.08                  |                          |                          |
| 29                       | Irina Latve              | Lettland                 | 4                        | 2                        | 6                        | 2:06.05                  |                          |                          |
| 30                       | Elena Iagăr              | Rumänien                 | 2                        | 8                        | 7                        | 2:07.56                  |                          |                          |
| 31                       | Adama Njie               | Gambia                   | 5                        | 6                        | 6                        | 2:07.90                  |                          | SB                       |
| 32                       | Direma Banasso           | Togo                     | 1                        | 2                        | 8                        | 2:13.67                  |                          | PB                       |
| 33                       | Christine Mukamutesi     | Rwanda                   | 3                        | 5                        | 6                        | 2:14.15                  |                          |                          |
| 34                       | Anna Nasiljan            | Armenien                 | 5                        | 8                        | 7                        | 2:14:86                  |                          |                          |
| 35                       | Delfina Cassinda         | Angola                   | 4                        | 3                        | 7                        | 2:15.02                  |                          |                          |
| 36                       | Anhel Cape               | Guinea-Bissau            | 3                        | 1                        | 7                        | 2:17.05                  |                          |                          |
| 37                       | Roda Ali Wais            | Djibouti                 | 2                        | 4                        | 8                        | 2:31.71                  |                          |                          |
|                          | Ludmila Formanova        | Tjeckien                 | 3                        | 2                        |                          | DNF                      |                          |                          |
|                          | Tina Paulino             | Moçambique               | 5                        | 3                        |                          | DNS                      |                          |                          |

#### Semifinaler
| Heat 1 av 2 Datum: Lördagen den 23 september 2000 | Heat 1 av 2 Datum: Lördagen den 23 september 2000 | Heat 1 av 2 Datum: Lördagen den 23 september 2000 | Heat 1 av 2 Datum: Lördagen den 23 september 2000 | Heat 1 av 2 Datum: Lördagen den 23 september 2000 | Heat 1 av 2 Datum: Lördagen den 23 september 2000 | Heat 1 av 2 Datum: Lördagen den 23 september 2000 | Heat 1 av 2 Datum: Lördagen den 23 september 2000 | Heat 1 av 2 Datum: Lördagen den 23 september 2000 |
| Placering                                         | Placering                                         | Idrottare                                         | Nation                                            | Bana                                              | Tid                                               | Kval.                                             | Rekord                                            |                                                   |
| Heat                                              | Totalt                                            | Idrottare                                         | Nation                                            | Bana                                              | Tid                                               | Kval.                                             | Rekord                                            |                                                   |
| ------------------------------------------------- | ------------------------------------------------- | ------------------------------------------------- | ------------------------------------------------- | ------------------------------------------------- | ------------------------------------------------- | ------------------------------------------------- | ------------------------------------------------- | ------------------------------------------------- |
| 1                                                 | 4                                                 | Maria Mutola                                      | Moçambique                                        | 5                                                 | 1.58,56                                           | Q                                                 |                                                   |                                                   |
| 2                                                 | 7                                                 | Hasna Benhassi                                    | Marocko                                           | 4                                                 | 1.59,19                                           | Q                                                 |                                                   |                                                   |
| 3                                                 | 8                                                 | Zulia Calatayud                                   | Kuba                                              | 2                                                 | 1.59,30                                           | Q                                                 | PB                                                |                                                   |
| 4                                                 | 9                                                 | Tamsyn Lewis                                      | Australien                                        | 7                                                 | 1:59.33                                           |                                                   |                                                   |                                                   |
| 5                                                 | 10                                                | Jearl Miles-Clark                                 | USA                                               | 3                                                 | 1:59.44                                           |                                                   |                                                   |                                                   |
| 6                                                 | 11                                                | Claudia Gesell                                    | Tyskland                                          | 6                                                 | 1:59:69                                           |                                                   |                                                   |                                                   |
| 7                                                 | 13                                                | Charmaine Howell                                  | Jamaica                                           | 8                                                 | 2:00.63                                           |                                                   | PB                                                |                                                   |
| 8                                                 | 15                                                | Mayte Martinez                                    | Spanien                                           | 1                                                 | 2:03.27                                           |                                                   |                                                   |                                                   |

| Heat 2 av 2 Datum: Lördagen den 23 september 2000 | Heat 2 av 2 Datum: Lördagen den 23 september 2000 | Heat 2 av 2 Datum: Lördagen den 23 september 2000 | Heat 2 av 2 Datum: Lördagen den 23 september 2000 | Heat 2 av 2 Datum: Lördagen den 23 september 2000 | Heat 2 av 2 Datum: Lördagen den 23 september 2000 | Heat 2 av 2 Datum: Lördagen den 23 september 2000 | Heat 2 av 2 Datum: Lördagen den 23 september 2000 | Heat 2 av 2 Datum: Lördagen den 23 september 2000 |
| Placering                                         | Placering                                         | Idrottare                                         | Nation                                            | Bana                                              | Tid                                               | Kval.                                             | Rekord                                            |                                                   |
| Heat                                              | Totalt                                            | Idrottare                                         | Nation                                            | Bana                                              | Tid                                               | Kval.                                             | Rekord                                            |                                                   |
| ------------------------------------------------- | ------------------------------------------------- | ------------------------------------------------- | ------------------------------------------------- | ------------------------------------------------- | ------------------------------------------------- | ------------------------------------------------- | ------------------------------------------------- | ------------------------------------------------- |
| 1                                                 | 1                                                 | Stephanie Graf                                    | Österrike                                         | 3                                                 | 1.57,56                                           | Q                                                 |                                                   |                                                   |
| 2                                                 | 2                                                 | Kelly Holmes                                      | Storbritannien                                    | 1                                                 | 1.58,45                                           | Q                                                 | SB                                                |                                                   |
| 3                                                 | 3                                                 | Helena Fuchsova                                   | Tjeckien                                          | 4                                                 | 1.58,82                                           | Q                                                 | SB                                                |                                                   |
| 4                                                 | 5                                                 | Brigita Langerholc                                | Slovenien                                         | 1                                                 | 1:59.09                                           | q                                                 | NR                                                |                                                   |
| 5                                                 | 6                                                 | Hazel Clark                                       | USA                                               | 6                                                 | 1:59.12                                           | q                                                 |                                                   |                                                   |
| 6                                                 | 12                                                | Toni Hodgkinson                                   | Nya Zeeland                                       | 7                                                 | 1:59:84                                           |                                                   |                                                   |                                                   |
| 7                                                 | 14                                                | Irina Mistjukevitj                                | Ryssland                                          | 5                                                 | 2:02.95                                           |                                                   |                                                   |                                                   |
| 8                                                 | 16                                                | Joetta Clark-Diggs                                | USA                                               | 8                                                 | 2:04.12                                           |                                                   |                                                   |                                                   |

Totala resultat semifinaler
| Semifinaler Totala resultat | Semifinaler Totala resultat | Semifinaler Totala resultat | Semifinaler Totala resultat | Semifinaler Totala resultat | Semifinaler Totala resultat | Semifinaler Totala resultat | Semifinaler Totala resultat | Semifinaler Totala resultat |
| Placering                   | Idrottare                   | Nation                      | Heat                        | Bana                        | Placering                   | Tid                         | Kval.                       | Rekord                      |
| --------------------------- | --------------------------- | --------------------------- | --------------------------- | --------------------------- | --------------------------- | --------------------------- | --------------------------- | --------------------------- |
| 1                           | Stephanie Graf              | Österrike                   | 2                           | 3                           | 1                           | 1.57,56                     | Q                           |                             |
| 2                           | Kelly Holmes                | Storbritannien              | 1                           | 2                           | 2                           | 1:58.45                     | Q                           | SB                          |
| 3                           | Helena Fuchsova             | Tjeckien                    | 2                           | 4                           | 3                           | 1:58.82                     | Q                           | SB                          |
| 4                           | Maria Mutola                | Moçambique                  | 1                           | 5                           | 1                           | 1:58.86                     | Q                           |                             |
| 5                           | Brigita Langerholc          | Slovenien                   | 2                           | 1                           | 4                           | 1:59.96                     | q                           | NR                          |
| 6                           | Hazel Clark                 | USA                         | 2                           | 6                           | 5                           | 1:59.12                     | q                           |                             |
| 7                           | Hasna Benhassi              | Marocko                     | 1                           | 4                           | 2                           | 1:59.19                     | Q                           |                             |
| 8                           | Zulia Calatayud             | Kuba                        | 1                           | 2                           | 3                           | 1:59.30                     | Q                           | PB                          |
| 9                           | Tamsyn Lewis                | Australien                  | 1                           | 7                           | 4                           | 1:59.33                     |                             |                             |
| 10                          | Jearl Miles-Clark           | USA                         | 1                           | 3                           | 5                           | 1:59.44                     |                             |                             |
| 11                          | Claudia Gesell              | Tyskland                    | 1                           | 6                           | 6                           | 1:59.69                     |                             |                             |
| 12                          | Toni Hodgkinson             | Nya Zeeland                 | 2                           | 7                           | 6                           | 1:59.84                     |                             |                             |
| 13                          | Charmaine Howell            | Jamaica                     | 1                           | 8                           | 7                           | 2:00.63                     |                             | PB                          |
| 14                          | Irina Mistjukevitj          | Ryssland                    | 2                           | 5                           | 7                           | 2:02.95                     |                             |                             |
| 15                          | Mayte Martinez              | Spanien                     | 1                           | 1                           | 8                           | 2:03.27                     |                             |                             |
| 16                          | Joetta Clark-Diggs          | USA                         | 2                           | 8                           | 8                           | 2:04.12                     |                             |                             |

### Final
| 1 | Maria Mutola       | Moçambique     | 6 | 1.56,15 | SB |
| 2 | Stephanie Graf     | Österrike      | 5 | 1.56,64 | NR |
| 3 | Kelly Holmes       | Storbritannien | 3 | 1.56,80 | SB |
| 4 | Brigita Langerholc | Slovenien      | 8 | 1.58,51 | NR |
| 5 | Helena Fuchsova    | Tjeckien       | 1 | 1.58,56 | PB |
| 6 | Zulia Calatayud    | Kuba           | 7 | 1.58,66 | PB |
| 7 | Hazel Clark        | USA            | 2 | 1.58,75 |    |
| 8 | Hasna Benhassi     | Marocko        | 4 | 1.59,17 |    |